# Sceau de Houston
Le Sceau de Houston dans le Texas est le sceau officiel de la ville de Houston depuis 24 février 1840.

## Sceau
Francis Moore Jr. a été un maire de la ville Houston ainsi que sénateur de l'État du Texas, c'est lui qui a dessiné le sceau de la ville, la première version du sceau portait juste l'inscription « City of Houston » (Ville de Houston), puis l'inscription « Texas » a été rajoutée pour combler un vide. L'étoile, la Lone Star symbolise la renaissance des nations de l'ouest, la locomotive symbolise le progrès et la charrue symbolise l'empire agricole qu'est le Texas.